# Gare d’Arques (Pas-de-Calais)
Gare d’Arques vasútállomás Franciaországban, Arques településen.

## Vasútvonalak
Az állomást az alábbi vasútvonalak érintik:
- Saint-Omer à Hesdigneul-vasútvonal

## Kapcsolódó állomások
A vasútállomáshoz az alábbi állomások vannak a legközelebb:
- Gare de Blendecques